# 10160 Totoro
10160 Totoro (1994 YQ1) là một tiểu hành tinh vành đai chính được phát hiện ngày 31 tháng 12 năm 1994 bởi T. Kobayashi ở Oizumi. Nó được đặt theo tên Hayao Miyazaki's Totoro from 1988 anime My Neighbor Totoro.